# Aletschgletscher

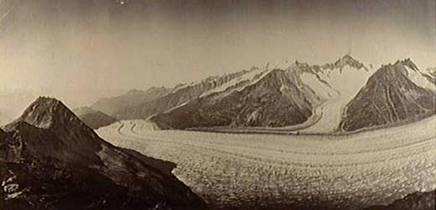
Historisches Foto des Aletschgletschers.
Adolphe Braun, ca. 1880

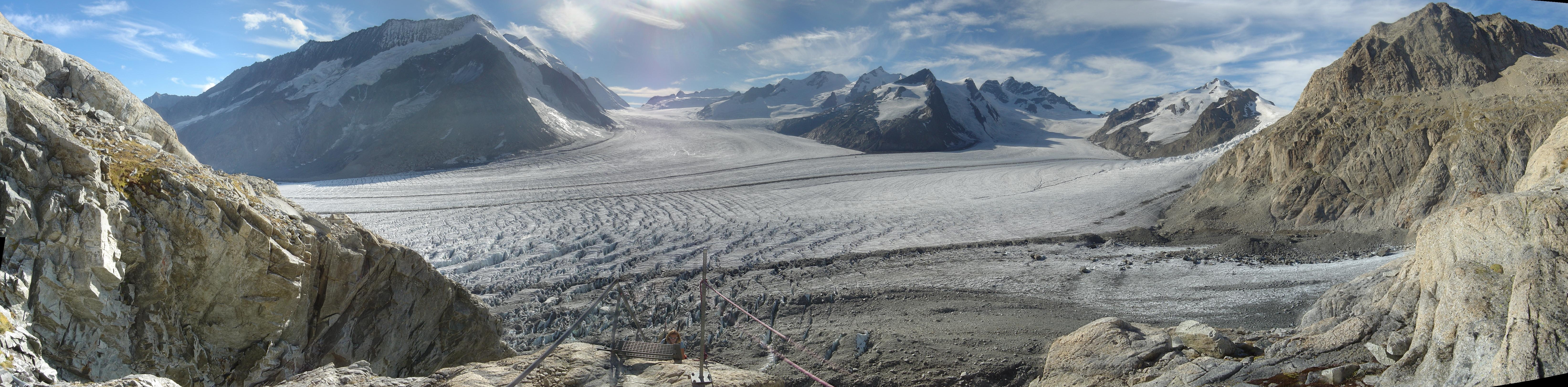
Aletschgletscher von der Konkordiahütte aus

Der Grosse Aletschgletscher ist der flächenmässig grösste und längste Gletscher der Alpen. Er befindet sich auf der Südabdachung der Berner Alpen im Schweizer Kanton Wallis. Die Länge des Gletschers beträgt 22,6 km, die Fläche wird mit 78,49 km² angegeben. Der Aletschgletscher entwässert über die Massa in die Rhone. Die Fläche des gesamten Einzugsgebiets der Massa beträgt 195 km², wovon 1973 etwa zwei Drittel vergletschert waren. Oft werden bei der Flächenangabe der Ober- und Mittelaletschgletscher einbezogen, da diese früher mit dem Grossen Aletschgletscher verbunden waren. Die gesamte vergletscherte Fläche einschliesslich dieser Gletscher betrug 1973 etwa 128 km², für das Jahr 1863 wird eine Fläche von 163 km² angenommen.

## Name
Der Name des Gletschers, Aletsch, wird in der Deutschschweiz gewöhnlich auf der zweiten Silbe betont. Im Wallis allerdings wird das Wort auf der ersten Silbe betont: Áletsch.
Der Gletscher hat seinen Namen nach der gleichnamigen Alp, die auf etwa 1845 Meter über Meer liegt. Diese findet sich erstmals 1231 als Alech bezeugt; die heutige Namenform ist erstmals 1460 belegt. Die Herkunft des Namens ist unbekannt.

## Ursprung am Konkordiaplatz
Der Ursprung des Grossen Aletschgletschers liegt in der rund 3800 m hoch gelegenen Jungfrau-Region. Am Konkordiaplatz (645905 / 150101), einer 6 km² grossen und nur wenig geneigten Eisfläche, fliessen drei mächtige Firnströme zusammen:
- Von Westen mündet der Grosse Aletschfirn, der entlang dem Nordfuss von Aletschhorn und Dreieckhorn fliesst. Der Grosse Aletschfirn wird von Norden her durch drei weitere bedeutende Firne gespeist, nämlich durch den Ebnefluhfirn, den Gletscherhornfirn und den Kranzbergfirn. Alle diese Firne nehmen ihren Ausgangspunkt auf rund 3800 m ü. M. Einschliesslich des Ebnefluhfirns hat der Grosse Aletschfirn bis zum Konkordiaplatz eine Länge von 9 km und ist durchschnittlich fast 1,5 km breit. Gegen Westen ist der Grosse Aletschfirn über den 3173 m ü. M. hohen Gletscherpass der Lötschenlücke mit dem Langgletscher verbunden, der ins Lötschental abfliesst.
- Von Nordwesten mündet der Jungfraufirn, der zwar die gerade Fortsetzung des Aletschgletschers darstellt, jedoch der kürzeste der drei Tributärgletscher ist. Er hat seinen Ursprung an der Südflanke des Mönchs, am Jungfraujoch und an der Ostflanke der Jungfrau. Bis zum Konkordiaplatz legt der Jungfraufirn eine Wegstrecke von knapp 7 km zurück und wird dabei im Westen vom Kranzberg, im Osten vom Trugberg flankiert. Er ist in seinem oberen Teil 2 km, weiter unten noch gut 1 km breit.
- Von Norden mündet das Ewigschneefeld, das seinen Ausgangspunkt an der Ostflanke des Mönchs nimmt und in einem Bogen, flankiert vom Trugberg im Westen sowie dem Gross Fiescherhorn und dem Grünhorn im Osten, zum Konkordiaplatz fliesst. Bis hierher ist es ungefähr 8 km lang und durchschnittlich 1,2 km breit. Die Mündung in den Konkordiaplatz erfolgt über einen Steilhang mit einem Gefälle von 25 bis 30 %; der Gletscher ist hier stark zerklüftet. Gegen Norden ist das Ewigschneefeld über den firnbedeckten Pass des Unteren Mönchsjochs (3519 m ü. M.) mit dem Einzugsgebiet des Unteren Grindelwaldgletschers verbunden. Durch das Obere Mönchsjoch (3624 m ü. M.) zwischen dem Mönch und dem Trugberg besteht eine Verbindung zum Jungfraufirn. Ferner mündet am Konkordiaplatz von Osten noch der wesentlich kleinere Grüneggfirn (3 km lang und durchschnittlich 600 m breit). Dieser ist nach Osten über den Gletscherpass der Grünhornlücke (3280 m ü. M.) mit dem Fieschergletscher verbunden.

## Weiterer Verlauf
Vom Konkordiaplatz aus bewegt sich der Eisstrom mit einer Breite von ungefähr 1,5 km und mit einer Geschwindigkeit von bis zu 180 Metern pro Jahr nach Südosten in Richtung Rhonetal, gesäumt vom Dreieckhorn im Westen und dem Gross Wannenhorn im Osten. Er zeichnet dann eine grosse Rechtskurve und biegt immer mehr nach Südwesten ab, nun durch den Grat des Eggishorns und Bettmerhorns vom Rhonetal getrennt. Der unterste Teil des Grossen Aletschgletschers ist weitgehend durch das Geschiebematerial von Seiten- und Mittelmoränen bedeckt. Die Gletscherzunge liegt derzeit auf rund 1'560 Meter Höhe, weit unterhalb der lokalen Waldgrenze. Aus ihr entspringt der Bach Massa, welcher nach der Massaschlucht und einer Nutzung in einem Wasserkraftwerk, in Bitsch, oberhalb von Naters, in die Rhone (Rotten) fliesst.
Der Grosse Aletschgletscher weist beachtliche Eisdicken auf. Am Konkordiaplatz hat der Gletscher eine Eisdicke von mehr als 900 Metern, gegen Süden nimmt die Mächtigkeit des Eises allmählich auf rund 150 m ab. Charakteristisch sind die beiden dunklen, fast in der Mitte des Aletschgletschers gelegenen Moränenspuren, welche sich ab dem Konkordiaplatz auf der gesamten Länge bis in den Zungenbereich hinziehen. Es sind die Mittelmoränen, die das Eis der drei Hauptfirne voneinander trennen. Die westliche Mittelmoräne wird auch Kranzbergmoräne genannt, die östliche trägt den Namen Trugbergmoräne.

## Gletscherschwankungen
In seinem Hochstadium während der Kleinen Eiszeit um die Mitte des 19. Jahrhunderts erstreckte sich der Grosse Aletschgletscher noch rund 2,5 km weiter talabwärts. Aufgrund der allgemeinen Erwärmung seit etwa 1870 hat er besonders unterhalb des Konkordiaplatzes massiv an Volumen eingebüsst und sowohl an den Seiten als auch im Zungenbereich Flächen von mehreren Quadratkilometern freigegeben. Der einstmalige, in der Neuzeit höchste Gletscherstand kann gut an den noch fast vegetationslosen Seitenmoränen abgeschätzt werden. Seit 1850 hat die Eisdicke um teilweise über 100 m abgenommen. Früher waren auch die Eisströme des Oberaletschgletschers und des Mittelaletschgletschers direkt mit dem Grossen Aletschgletscher verbunden.
In der Senke zwischen dem Strahlhorn und dem Eggishorn liegt der Märjelensee, der im 19. Jahrhundert beim Gletscherhochstand zu einem Gletscherrandsee aufgestaut wurde. Seine wiederholten plötzlichen Ausbrüche durch Gletscherspalten verursachten immer wieder starke Schadenshochwasser der Massa hin zum Rhonetal.
Gegen kurzfristige Klimaschwankungen ist der Gletscher aufgrund seiner grossen Masse relativ immun. Während viele andere Gletscher Ende der 1970er Jahre bis Anfang der 1980er Jahre vorstiessen, reagierte der Aletschgletscher auf die vorübergehende Abkühlung kaum – ebenso wenig wie auf die warmen Jahre seit 1983. Aufgrund der zunehmend extremen Hitze der letzten Jahre zieht er sich aber nun doch – wie alle übrigen Alpengletscher – deutlich verstärkt zurück.
Die relative Trägheit in seinen Reaktionen auf Klimaschwankungen macht den Aletschgletscher auch zu einem idealen Untersuchungsobjekt zur Erforschung der Klimaentwicklung im Alpenraum. Die Längenschwankungen des Aletschgletschers in der Vergangenheit dürften sogar eine Rekonstruktion aller grösseren Klimaveränderungen der letzten 3200 Jahre erlauben. Die Bestimmung der verschiedenen Längenstadien des Aletschgletschers in der Vergangenheit erfolgt durch die Radiokohlenstoffdatierung fossiler Baumstämme, die der Gletscher bei einem früheren Vorstoss einmal überfahren haben muss und nun während seines aktuellen Rückzuges wieder freigibt. Der Befund fossiler Böden und von Wurzelwerk garantiert dabei, dass es sich bei dem Fundort auch um den Wuchsstandort des fossilen Baumes handelt. Durch Zählung der Jahresringe der geborgenen Stämme kann sogar der Zeitraum bestimmt werden, während dessen der Aletschgletscher den Fundort nicht erreicht hat. Mit dieser Methode wurde festgestellt, dass der Aletschgletscher bis etwa 1200 v. Chr. um einiges kleiner gewesen sein muss als gegen Ende des 20. Jahrhunderts. Für die Jahre etwa von 1200 bis 1110 v. Chr., 850 bis 750 v. Chr. und 350 bis 250 v. Chr. sind Vorstösse festgestellt worden. Dabei ist der Aletschgletscher von 900 bis 400 v. Chr. jedoch kleiner gewesen als am Ende des 20. Jahrhunderts, genauso wie von etwa 100 v. Chr. bis ins Jahr 250. Um das Jahr 300 ist eine Gletscherlänge vergleichbar der des Höchststandes im 19. Jahrhundert festzustellen.
Laut der letzten Studie der Universität Erlangen-Nürnberg (Juni 2020) schmolz die Oberfläche des Grossen Aletschgletscher zwischen den Jahren 2001 und 2014 um mehr als fünf Meter pro Jahr in den unteren Lagen.
| Jahr         | 1850  | 1973 | 1999 | 2000 | 2013 | 2017  |
| ------------ | ----- | ---- | ---- | ---- | ---- | ----- |
| Fläche (km²) | 105,6 | 96,1 | 81,7 | –    | –    | 78,49 |
| Länge (km)   | 26,5  | 24,0 | –    | 23,2 | 22,6 | –     |

- Diagrammdaten:
- Definition |
- Rohdaten |
- Hilfe

## Tourismus
Der Aletschgletscher galt schon früh als besondere Sehenswürdigkeit für Reisende und als willkommenes Untersuchungsobjekt für Forschende. Forschungsstationen gibt es seit 1937 auf dem Jungfraujoch und seit 1976 auf der Riederfurka oberhalb der Riederalp. Durch zahlreiche Luftseilbahnen besonders gut erschlossen ist der Berggrat zwischen dem Riederhorn und dem Eggishorn, der sehr schöne Einblicke in den Zungenbereich und den unteren Teil des Gletschers gewährt. Mit dem Bau der Jungfraubahn auf das Jungfraujoch (auf der Sphinx 3571 m ü. M.) wurde 1912 auch für nicht berggewohnte Leute ein Blick in den oberen Teil des Gletschers ermöglicht.
Am Felshang des Faulbergs östlich des Konkordiaplatzes stehen auf 2850 m ü. M. die Konkordiahütten des Schweizer Alpen-Clubs SAC. Sie dienen als wichtiger Etappenort auf der hochalpinen Gletscherroute vom Jungfraujoch oder vom Lötschental in das Gebiet des Grimselpasses.

## UNESCO-Weltnaturerbe
Das Gebiet des Grossen Aletschgletschers ist zusammen mit dem einzigartigen Aletschwald und den umliegenden Regionen seit dem 13. Dezember 2001 Bestandteil des UNESCO-Weltnaturerbes Schweizer Alpen Jungfrau-Aletsch.

## Bildergalerie

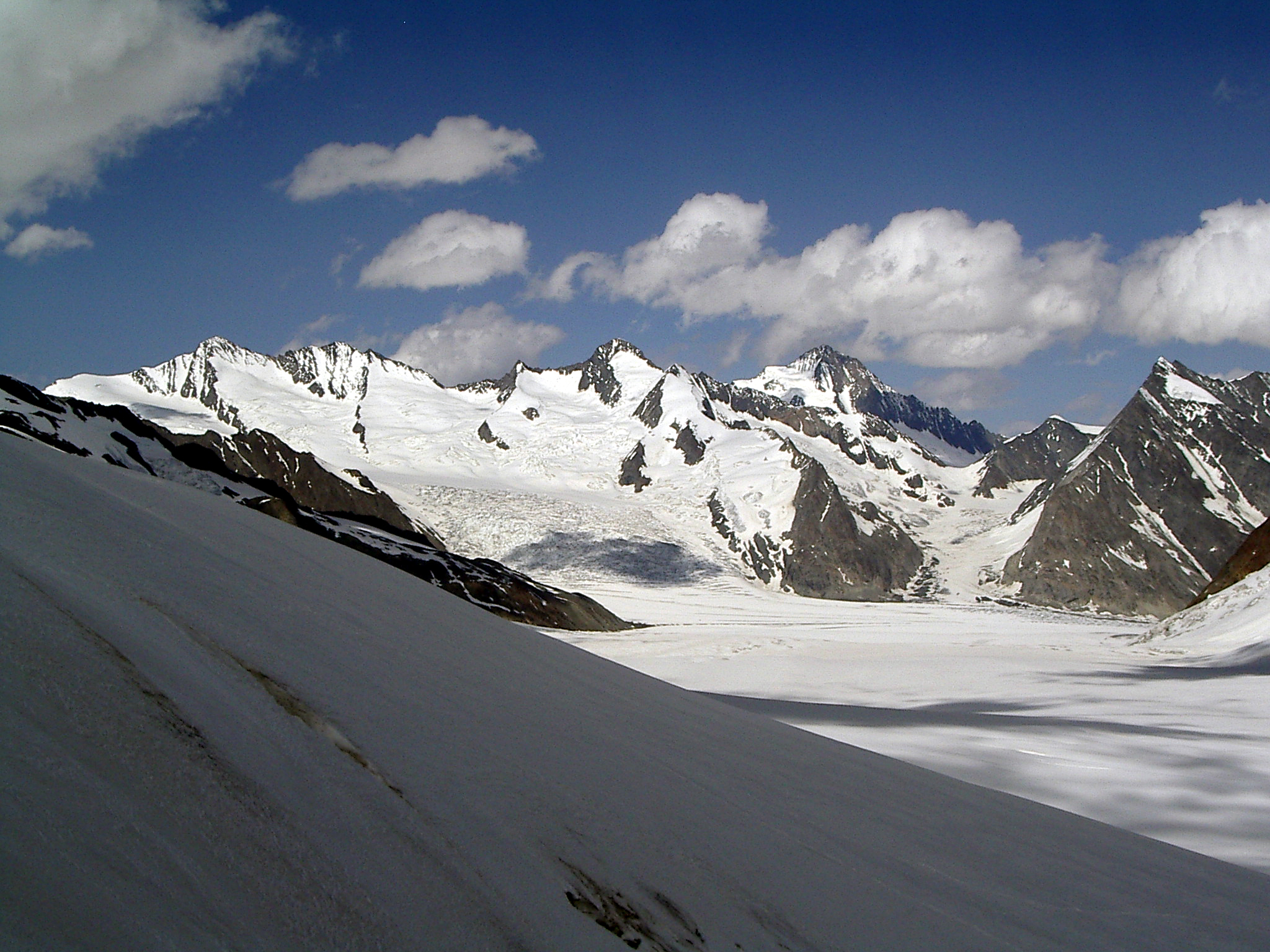
Blick über den Aletschfirn zum Konkordiaplatz. Fiescherhörner, Grünhorn, Finsteraarhorn
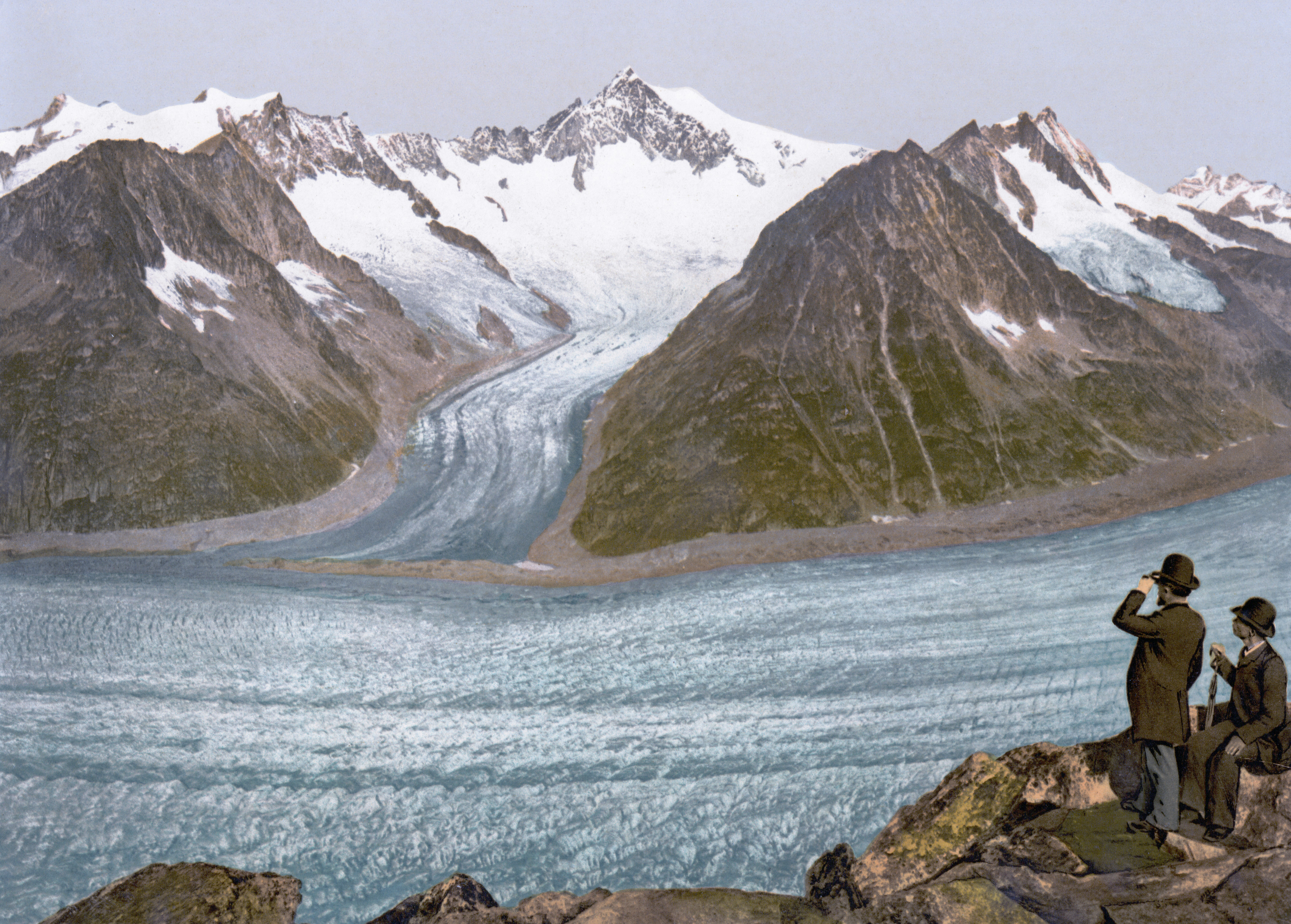
Einmündung des Mittelaletschgletschers in den Grossen Aletschgletscher um 1900, vom Eggishorn aus
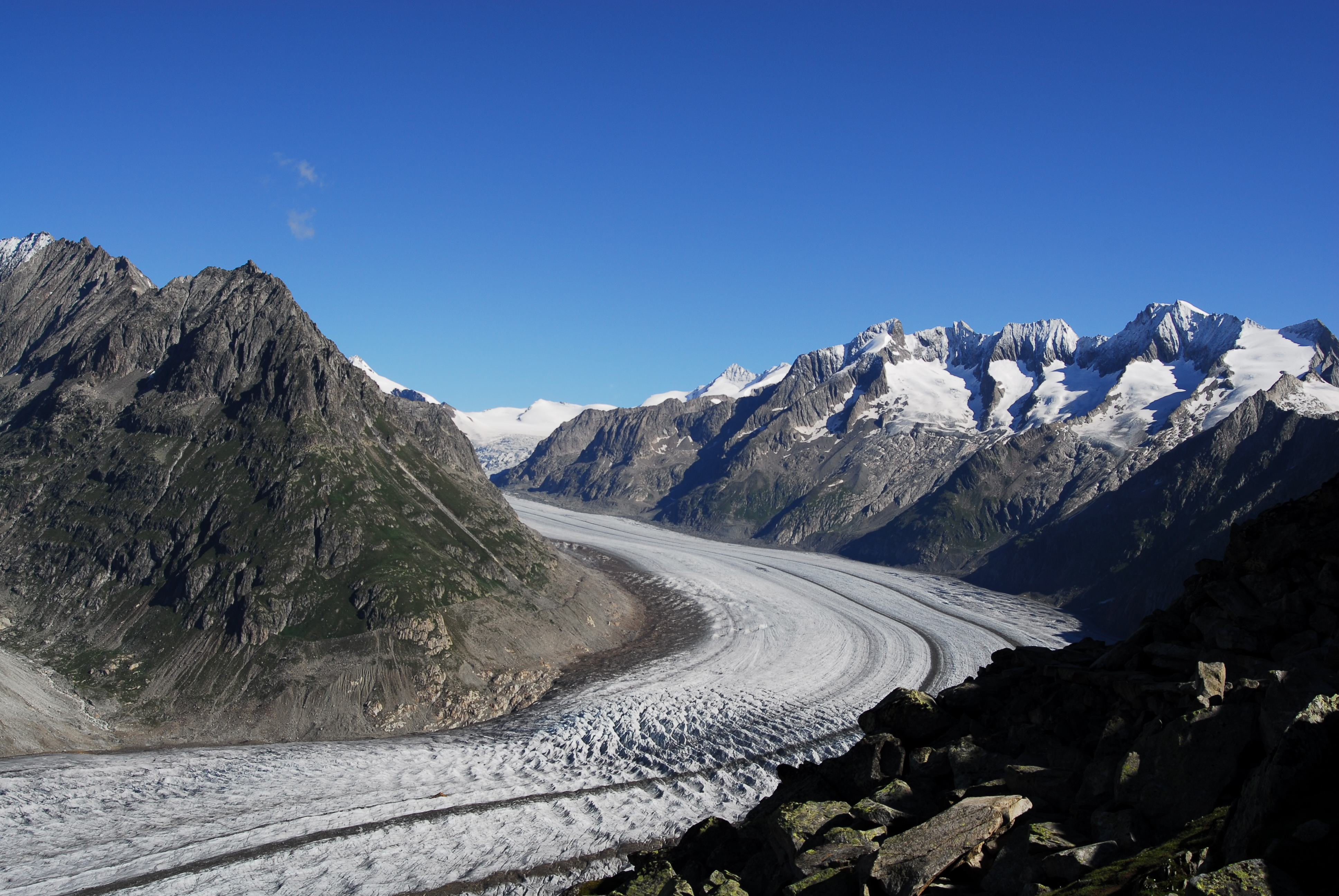
Aletschgletscher im August 2008 vom Bettmerhorn
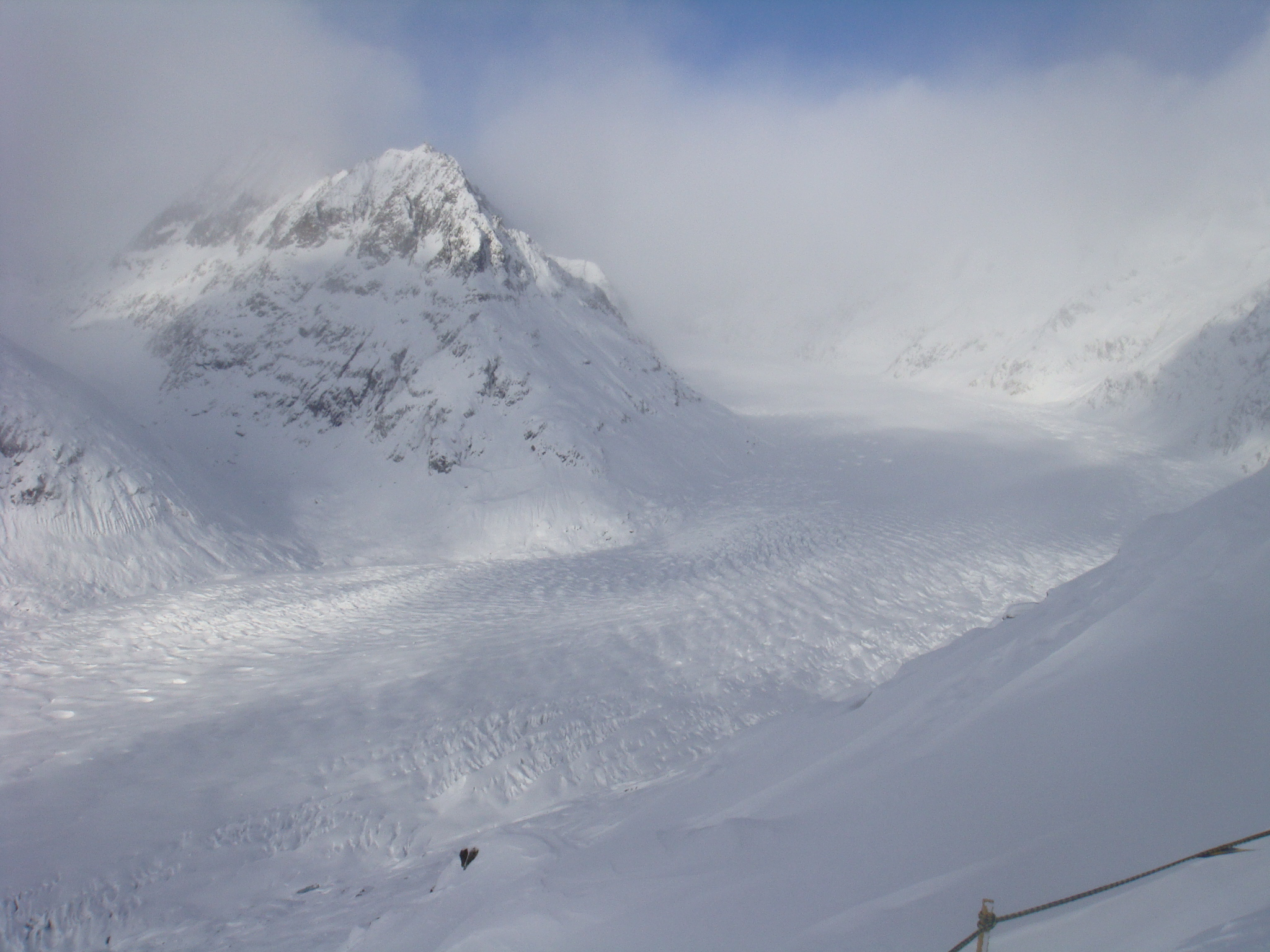
Aletschgletscher im Winter vom Bettmerhorn
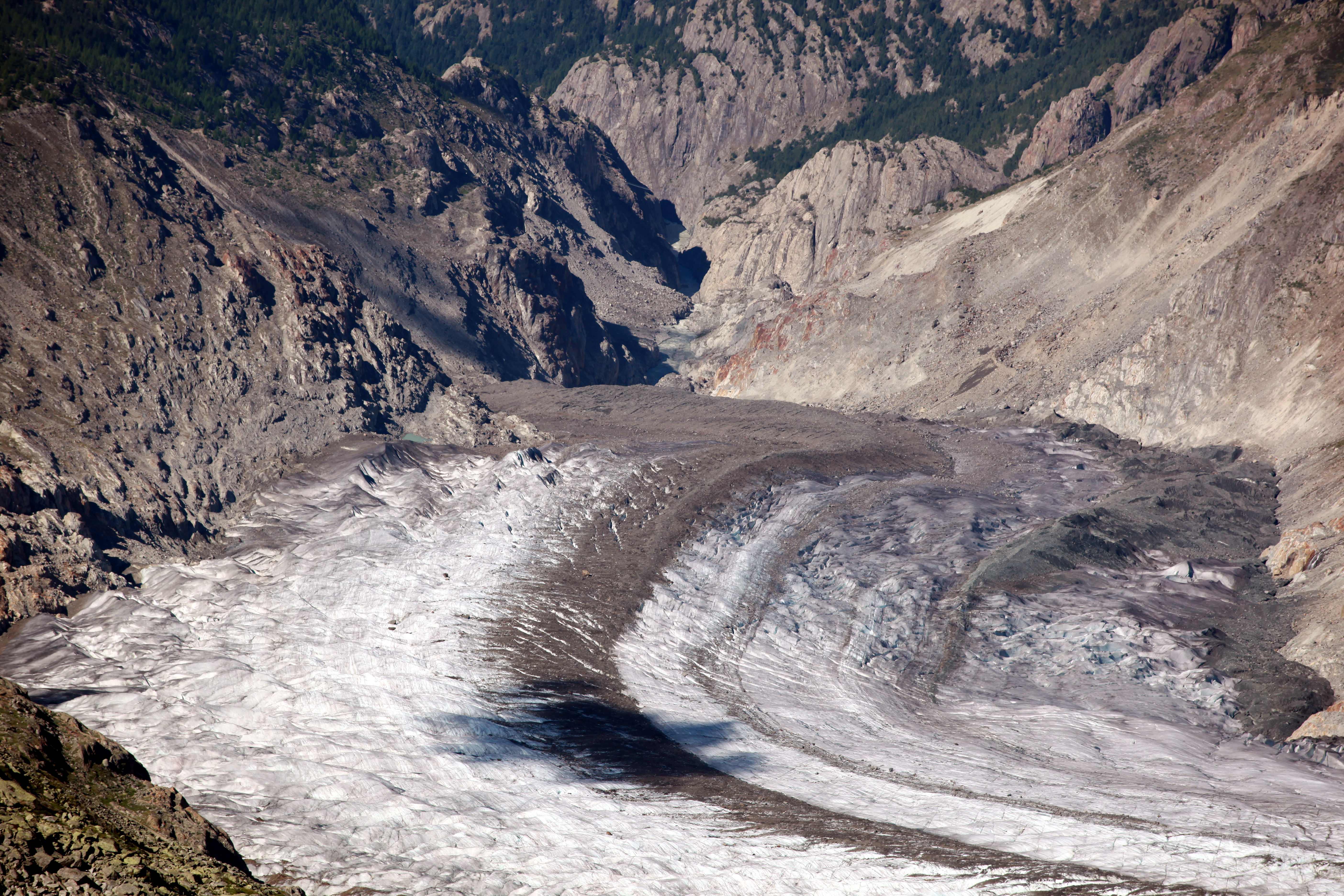
Zunge des Aletschgletschers
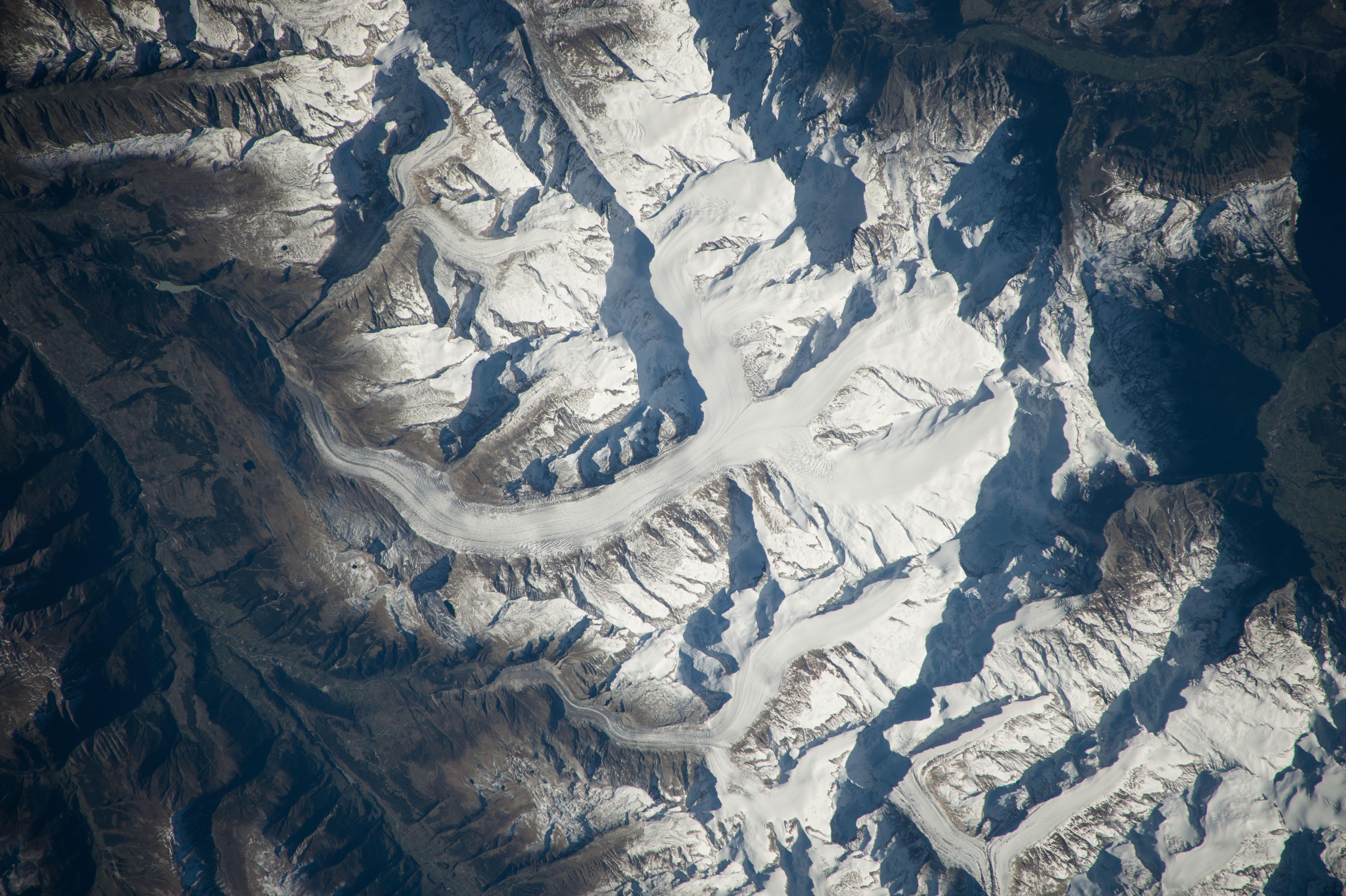
Über-der-Luft-Bild mit Konkordiaplatz (Mitte) und Gipfelschatten bei klarer Sicht